# Pétrus (wijn)

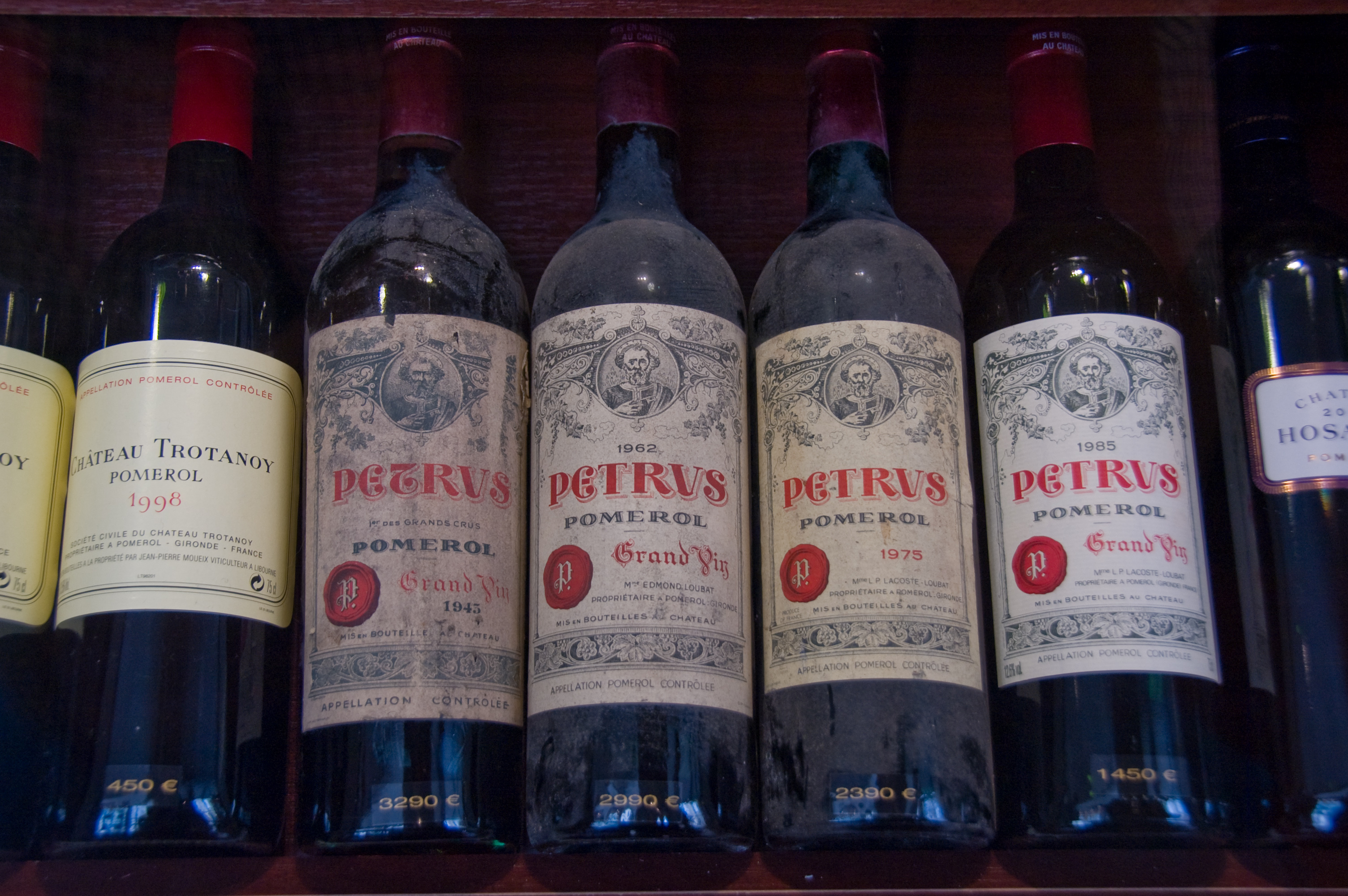
Flessen Petrus

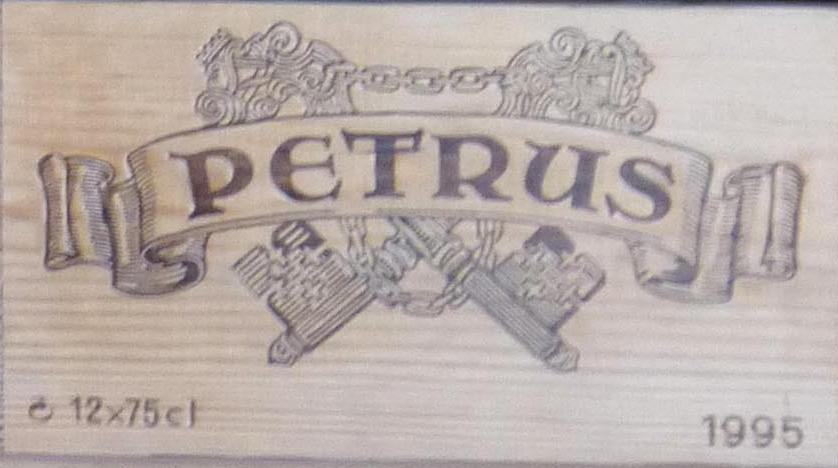
Embleem van Petrus

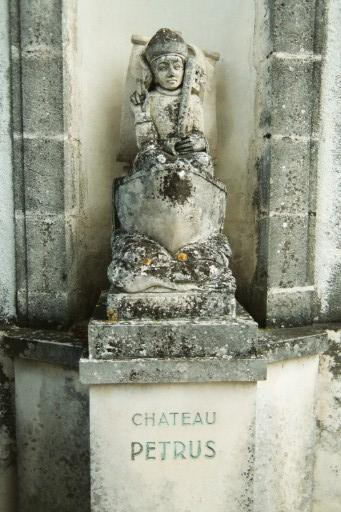
Standbeeld van Petrus bij château Petrus

Petrus is de beroemdste wijn uit Pomerol (Bordeaux), een dorpje dat geen officiële classificatie kent, en behoort tot de duurste wijnen ter wereld. De wijngaard is 11,5 ha groot, aangeplant met merlot (95%) en cabernet franc (5%), en ligt precies in het midden van het plateau van Pomerol, waar de bodem vrijwel volledig uit ijzerhoudende klei bestaat. De gemiddelde leeftijd van de wijnstokken is 45 jaar. De gemiddelde productie per jaar is 2.500 kisten van 12 flessen. Het château is eigendom van de familie Moueix, die ook Château La Fleur-Petrus, Lagrange, Trotanoy, Hosanna (alle Pomerol) en Château Magdeleine (Saint-Émilion) bezit.
"In zijn jeugd heeft de wijn veel volume en is heel krachtig, zeer geconcentreerd, tanninerijk, rijk en robuust, hetgeen in eerste instantie niet direct aan merlot doet denken. Hij heeft vaak 15 jaar of meer nodig om te rijpen. Als de wijn rijp is, kan deze waarlijk groot zijn: zeker de beste op merlot gebaseerde wijn ter wereld, met kop en schouders zelfs." "Petrus [behoort] tot de meest rijke, volumineuze en weelderige wijnen van Bordeaux. De weelde en rondeur ontleent Petrus aan de druif, het terroir, de diepte en finesse en aan de koninklijke verzorging door de eigenaar."

## Oogst envinificatie
Voor het moment van de oogst wordt gewacht op de meest ideale weersomstandigheden en optimale rijpheid van de druiven. Als dat moment is aangebroken, worden de druivenplukkers van alle domeinen in eigendom van de familie Moueix naar Petrus gedirigeerd, waar zij deze wijngaard in twee opeenvolgende ochtenden oogsten.
De gisting vindt plaats in betonnen vaten, tot begin jaren 1980 met een aandeel niet-ontsteelde druiven, en duurt 18 tot 25 dagen. Na rijping op houten vaten wordt de wijn na anderhalf tot twee jaar gebotteld.

## Geschiedenis
Gedurende bijna 200 jaar tot aan het einde van de Tweede Wereldoorlog was het domein in handen van de familie Arnaud, maar werd in 1949 verkocht aan mevrouw Loubat, die vanaf 1925 beetje bij beetje delen had gekocht van het domein. Haar overtuiging van de absolute kwaliteit van de wijn heeft een levendig precedent geschapen. Toen zij in 1961 stierf, verviel het domein aan haar familie, die in 1964 de helft van de aandelen verkochten aan Jean-Pierre Moueix. Moueix zelf had een handelsmaatschappij opgezet in de jaren voor de oorlog en verwierf langzamerhand eigendom op de rechteroever van de Gironde. Hij vestigde zijn reputatie vanuit het niets, terwijl zijn erfgenamen momenteel 12 domeinen bezitten of aandeelhouder of manager zijn van deze domeinen. Een kleine 40 jaar trad mevrouw Lily-Paule Lacoste (nicht van mevrouw Loubat) op als beheerder en had zij het vruchtgebruik van Petrus. Na een belastingcontrole ontstond een conflict en probeerde mevrouw Lacoste beslag te leggen op de oogsten van 1998 en 1999. De familie Moueix zette in reactie daarop mevrouw Lacoste uit haar functie. Begin 2000 stelde de rechtbank van Libourne de familie Moueix in het gelijk. Na de dood van Jean-Pierre Moueix in 2003 volgde zijn oudste zoon Jean-François hem op als beheerder van Petrus, terwijl zijn tweede zoon, Christian, de productie leidt als technisch directeur, ondersteund door een loyaal, zeer betrokken team: Michel Gillet is regisseur, François Veyssière is keldermeester en Jean-Claude Berrouet is oenoloog.

## Referentie
- Moueix.com (en) Château Petrus dossier